# Giglio Bianco Catania
Il Club Atletico Giglio Bianco è stato una società polisportiva italiana, attiva nella pallacanestro e nella pallanuoto, con sede a Catania.
Fondata nel 1944 da Gianni Naso, si affermò in ambito provinciale e regionale. Ebbe l'opportunità di disputare le qualificazioni interregionali del campionato italiano 1945-1946, chiudendo terzo e ultimo nel Girone A di Napoli. L'attività principale della società presieduta da Gianni Naso era tuttavia la pallanuoto, di cui Gigio Rinaldi era uno dei giocatori più rappresentativi. Sotto la presidenza Naso, la squadra pallanotistica vinse per cinque anni di fila la Serie B, disputando le finali per la Serie A.

La squadra di pallanuoto del 1951

Erroneamente, si è tramandato che la squadra pallanotistica fu rilevata da una nuova società, l'Associazione Sportiva Grifone, che avrebbe aperto alla pallacanestro solo nel 1955.